# كهف القرود
كهف القرود (بالإنجليزية: Monkey's Cave)‏ هو كهف يقع ضمن أقاليم ما وراء البحار البريطانية في منطقة جبل طارق التابعة للتاج البريطاني.